# Play (Doug E. Fresh)
Play è il quarto album del rapper statunitense Doug E. Fresh. Pubblicato il 26 settembre 1995, è distribuito da Gee Street.
| Recensione | Giudizio |
| ---------- | -------- |
| AllMusic   | [ 1 ]    |

## Tracce
DJ Barry B, Doug E. Fresh e Shim Sham co-producono le tracce 2, 4, 7 e 12.
1. Where's da Party At? – 4:25 (musica: Chill Will, DJ Barry B, Doug E. Fresh, Shim Sham)
2. It's On (featuring Vicious & Singing Melody) – 4:07 (musica: Easy Mo Bee)
3. Take 'em Uptown – 4:38 (musica: Chill Will, DJ Barry B, Doug E. Fresh, Shim Sham. Al missaggio: DJ Red Handed)
4. I-Ight – 4:45 (musica: Allstar)
5. The Original Old School! (featuring Cold Crush Brothers, DJ Hollywood, The Furious Five & Lovebug Starski) – 5:39 (musica: Doug E. Fresh, Todd Terry. Al missaggio: Chill Will, DJ Barry B, Shim Sham)
6. Freaks – 3:08 (musica: DJ Barry B, Doug E. Fresh)
7. Freak It Out! – 6:34 (musica: Frankie Cutlass)
8. It's Really goin' on in Here (featuring Miss Jones & Shock Dog) – 6:51 (musica: Chill Will, DJ Barry B, Doug E. Fresh, Shim Sham)
9. Who's Got All the Money? – 3:55 (musica: Allstar)
10. Get da Money (featuring Illaquoin, Mansone Batez, Shim Sham & Todd Black) – 5:56 (musica: Chill Will, DJ Barry B, Doug E. Fresh, Shim Sham. Beat: Fortress)
11. Hands in the Air (featuring Beenie Man) – 4:11 (musica: Donavon Thomas, Doug E. Fresh. Co-produttori: Chill Will, DJ Barry B, Shim Sham)
12. Doug E. Got It Goin' On (featuring Miss Jones) – 5:08 (musica: Allstar)
13. Keep It Going (featuring Miss Jones) – 3:28 (musica: Da Beatminerz. Missaggio: Chill Will, DJ Barry B, Doug E. Fresh, Shim Sham)
14. Breath of Fresh Air (featuring The Diggy Dime, Illaquoin, K-Superior, Mansone Batez, Vigilante) – 4:31 (musica: DJ Barry B, Doug E. Fresh, RP, Shim Sham, Yogi. Scratches: Chill Will)

Durata totale: 67:16

## Classifiche

### Classifiche settimanali
| Classifica (1995)         | Posizione massima |
| ------------------------- | ----------------- |
| US Top R&B/Hip-Hop Albums | 81                |